# Ingenting (musikalbum)
Ingenting är en skiva av bob hund, den publicerades 27 februari 2002. Skivan är en samling med demos inspelade under 1992-1993. 
Skivan gavs endast ut på vinyl-LP, och endast i 1003 numrerade exemplar. Senare släpptes den för gratis nedladdning på bandets webbplats.

## Låtlista
Sida A:
1. Hippodromen
2. Kompromissen
3. Allt på ett kort
4. Den ensamme sjömannens födelsedag

Sida B:
1. Ett ja som låter som ett nej
2. Jacques Costeau
3. Telefonsamtal till mor
4. Vem vill bliva stor?
5. Tack och godnatt